# Astragalus lyonnetii
Astragalus lyonnetii är en ärtväxtart som beskrevs av Rupert Charles Barneby. Astragalus lyonnetii ingår i släktet vedlar, och familjen ärtväxter. Inga underarter finns listade i Catalogue of Life.